# 0.
0. je prvo desetletje v 1. stoletju med letoma 1 in 9. 
Dogodki in smeri
Pomembne osebnosti
- cesar Avgust, rimski cesar (27 pr. n. št. - 14).
- Jezus Kristus, osrednja osebnost krščanstva (ali 0. pr. n. št.).